# AU Большой Медведицы
AU Большой Медведицы (лат. AU Ursae Majoris) — одиночная переменная звезда в созвездии Большой Медведицы на расстоянии (вычисленном из значения параллакса) приблизительно 709036 световых лет (около 217391 парсеков) от Солнца. Видимая звёздная величина звезды — от +16,4m до +14,8m.

## Характеристики
AU Большой Медведицы — пульсирующая переменная звезда типа RR Лиры (RRAB).